# Босна и Херцеговина на Светском првенству у атлетици на отвореном 1993.
Босна и Херцеговина је  дебитовала на Светском првенству у атлетици на отвореном 1993. одржаном у Штутгарту (Немачка) од 13. до 22. августа. Ово је био први пут да је учествовала под садашњим именом од распада Југославије. Представљала је једна актетичарка која се такмичила у брзом ходању на 10 километара.
На овом првенству Босна и Херцеговина није освојила ниједну медаљу, нити је оборен неки рекорд.

## Учесници
Жене:
- Када Делић — Брзо ходање на 10 км, АК Слобода из Тузле

## Резултати

### Жене
| Атлетичарка | Дисциплина   | Лични рек. | Финале   | Финале        | Детаљи |
| Атлетичарка | Дисциплина   | Лични рек. | Резултат | Место         | Детаљи |
| ----------- | ------------ | ---------- | -------- | ------------- | ------ |
| Када Делић  | ходање 10 км |            | 49,06    | 38. / 47 (53) |        |